# Opération Pugilist
Campagne de Tunisie
Batailles
- Course pour Tunis
- Ligne Mareth
- Sidi Bouzid
- Kasserine
- Sejnane
- Ochsenkopf
- Capri
- Ksar Ghilane
- Pugilist
- El Guettar
- Wadi Akarit
- Longstop Hill
- Hill 609
- Vulcan
- Flax
- Retribution
- Strike

L'opération Pugilist est une opération des forces alliées de la Seconde Guerre mondiale qui s'inscrit dans la campagne de Tunisie, menée en 1943.
Dans son plan initial, le général britannique Bernard Montgomery déclare : « L'objet de l'opération Pugilist est de détruire l'ennemi maintenant opposé à la 8e armée à la ligne Mareth, et d'avancer pour prendre Sfax ».
Pugilist a été indécise et n'a pas permis de percée décisive. Elle a, toutefois, établi un itinéraire d'attaque alternatif et a donc jeté les bases de Supercharge II, une manœuvre de contournement par l'intermédiaire du col de Tebaga.

## Contexte historique
Après une tentative ratée à Médenine de contrecarrer les préparatifs des Alliés (Opération Capri), les forces de l'Axe battent en retraite et établissent des défenses face à la ligne Mareth. Dans le même temps, Erwin Rommel revient définitivement en Europe, le commandement étant confié au général italien Giovanni Messe ; il s'agit de la première fois que des unités allemandes sont sous commandement italien, mais avec un officier allemand de liaison, le major-général Fritz Bayerlein. La structure de commandement, cependant, n'est pas unifiée : les ordres donnés par les Italiens sont ignorés et les unités allemandes fixent efficacement leurs propres objectifs.

## Déroulement de l'opération
L'offensive débutée le 16 mars est un véritable succès bien que les Allemands de la 164e division d'infanterie et de la 21e Panzerdivision livrent une forte résistance aux Alliés. Le col de Tebaga est pris le 23 mars. Le 28, après le déclenchement de Supercharge II, les forces de l'Axe se retirent des environs de la ligne Mareth. Les Alliés perdirent 945 hommes, 51 chars et sept avions lors de l'opération.
La bataille d'El Guettar, menée conjointement avec Pugilist, expulse les Allemands du sud de la Tunisie.

## Conséquences
L'opération marque la débâcle finale des armées de l'Axe sur le théâtre nord-africain. En mai 1943, les Allemands seront contraints d'évacuer la Tunisie.

## Ordre de bataille

### Britannique
- 8e armée
  - 30e corps 
    - 50e division d'infanterie
    - 51e division d'infanterie (Highland)
    - 4e division d'infanterie indienne
    - 201e brigade de la garde
    - 23e brigade blindée

  - Corps new-zealandais 
    - 2e division d'infanterie néo-zealandaise
    - 8e brigade blindée
    - 1er King's Dragoon Guards
    - 64e régiment d'artillerie moyenne
    - 57e régiment d'artillerie antichar
    - Force L

  - 10e corps 
    - 1re division blindée
    - 7e division blindée
    - Colonne volante FFL

### Axe
- 1re armée italienne
  - 20e corps italien
    - 136e division d'infanterie Giovani Fascisti
    - 101e division motorisée trieste
    - 90e division légère Afrika

  - 21e corps italien 
    - 80e division d'infanterie La Spezia
    - 16e division motorisée Pistoia
    - 164e division légère Afrika

  - Réserve 
    - 15e panzerdivision
    - 21e panzerdivision (non engagée)